# سیدلر (زرداب ۲)
سیدلر (به لاتین: Seyidlər) یک منطقه مسکونی در جمهوری آذربایجان است که در شهرستان زردآب واقع شده‌است.